# K.A.S.A. no. 3
K.A.S.A. no. 3 – trzeci studyjny album Krzysztofa "K.A.S.Y." Kasowskiego. Ukazał się 5 października 1998 nakładem wytwórni BMG Poland.
Album promowały cztery single: Każdy lubi boogie, Wino marki wino, Wszyscy kochają kasę i O tym się mówi. Do pierwszych trzech utworów powstały teledyski. Teledysk pt. Wszyscy kochają kasę został nakręcony w Nowym Jorku, gdzie w tamtejszym studio Right Track Recording nagrywano część materiału do płyty. W momencie nagrywania w tym studiu, w innych kabinach nagrywali David Bowie i Pat Metheny.
Za tę płytę artysta dostał Fryderyka w kategorii Album roku - dance & techno.

## Lista utworów
Opracowano na podstawie materiału źródłowego.
1. Wszyscy kochają kasę – 3:54
2. Menel – 0:04
3. Wino marki wino – 3:21
4. Nigdy nie czekaj – 3:32
5. Każdy lubi boogie – 4:05
6. Bejbe – 4:15
7. Esencja kwadratu – 3:25
8. O tym się mówi – 3:28
9. 911 lub 997 – 0:04
10. Polscy biali – 4:33
11. Przetańcz cały night – 4:33
12. Jestem taki sam – 4:03
13. Każdy lubi boogie (remix) – 4:43
14. Siurpryza – 0:12

Łączny czas: 42:02

## Twórcy
- Krzysztof Kasowski – śpiew, muzyka, teksty i aranżacje
- Jarosław Smak (Greenhaus Studio) – inżynier i realizacja (utwory 5-6 i 10-12)
- Andrzej Zieliński (Right Track Recording) – inżynier i realizacja
- Marek Wróblewski (Right Track Recording) – inżynier, realizacja i mastering
- Izabela Janicka-Jończyk – wokal wspierający (utwór 8), menadżerka
- Deck'a'Drum – miksowanie i realizacja (utwór 3), remix (utwór 16)
- James Gately – gitara (utwory 4 i 8)
- Andrzej Rajski – remix (utwór 16)
- Michał Pastuszka – remix (utwór 16)